# Jangseung
Een jangseung of dorpsbeschermer is een Koreaanse totempaal gemaakt van hout die meestal bij de entree van het dorp geplaatst werd. De jangseung, ook Beopsu (법수) of Beoksu (벅수) genoemd, waren bedoeld om demonen af te weren. De beoksu of beopsu stelden een boksa (복사/卜師) voor, een mannelijke sjamaan.
De jangseung maken deel uit van de Koreaanse volksreligie waarbij sjamanisme een belangrijke rol speelt. De riten (gut genaamd) rondom de jangseung verschillen van regio tot regio. Zo zijn er gut waarbij een mannelijke en vrouwelijke jangseung op seollal (Koreaans Nieuwjaar) met elkaar getrouwd werden en zelfs aan elkaar gebonden als symbool voor het hebben van seks van de twee pasgehuwden.
Op het eiland Jeju werden de jangseung gemaakt van basalt en staan ze bekend als dol hareubang, wat 'stenen grootvader' betekent.